# Mimosa arenosa
Mimosa arenosa là một loài thực vật có hoa trong họ Đậu. Loài này được (Willd.) Poir. miêu tả khoa học đầu tiên.